# René Lacôte
Pour les articles homonymes, voir Lacôte.
René Lacôte, né 13 février 1913 au Fouilloux, mort 15 août 1971 à Bordeaux est un critique littéraire, poète et écrivain français.

## Biographie
Né en Charente-Maritime, René Lacôte se consacre à la poésie dès son adolescence  ; il publie en 1930 un premier livre, Les Volets entr'ouverts. Bouquiniste jusqu'à la Seconde Guerre mondiale, membre du Comité national des écrivains Au début de la guerre, il rencontre fortuitement le sergent et poète Maurice Fombeure tous deux du 57e régiment d'infanterie coloniale et dont il connaît les œuvres. Ils auront une amitié suivie. Maurice Fombeure l'introduira après guerre dans le cercle de la La Nouvelle Revue française auprès de Léon-Paul Fargue et Jean Paulhan. Fombeure détaillera les circonstances de leurs rencontre dans son livre autobiographique "les godillots sont lourds" p98
 à la Libération, il a tenu après celle-ci la rubrique poétique de l'hebdomadaire Les Lettres françaises. Selon Robert Sabatier, il y fut « un critique passant de la finesse de l'analyse à la critique d'humeur avec sévérité, parfois injustice ». Il s'employa néanmoins à attirer l'attention sur de jeunes poètes prometteurs à ses yeux, ce qu'évoque notamment Henri Meschonnic. Il a entretenu une correspondance amicale avec Max Jacob publiée dans Les Cahiers Max Jacob N°11-12, 2012. pp. 15-52. Cette correspondance est présentée et annotée par Béatrice Mousli.

## Publications
Essais
- La Jeune Poésie française, Charleroi, Nouvelles éditions européennes, 1937
- Henri de Kerillis, Fernand Sorlot, 1940
- Journal d'une solitude, Périgueux, Pierre Fanlac, 1946
- Tristan Tzara (avec Georges Haldas), Seghers, coll. « Poètes d'aujourd'hui », 1952
- Anne Hébert, Seghers, coll. « Poètes d'aujourd'hui », 1969

Poésie
- Les Volets entr'ouverts, chez l'auteur à Cercoux, 1930
- Le Fond des yeux, 1932
- Frontière, Lille, Éditions de la Hune, 1936
- Les Frères de la côte, Rodez, Les Feuillets de l'îlot, 1938
- Métamorphose, 1941
- Vent d'ouest, présentation de Gaëtan Picon, La Main enchantée, 1942
- Claude, Gallimard, 1943
- Où finit le désert, Éditions des jeunes auteurs réunis, 1952

Récit
- La Saison noire (Fresnes, 1944), Paris, Piault, 1945

Préfaces
- Louis Guillaume, Les Pistes entravées, 1939
- Maryse Le Bris, Poèmes de la Petite Roquette, Écrivains réunis, 1953
- François Villon, Œuvres, Éditions Rencontre, 1968